# François Legault
Joseph Léo François Legault (uttal: [fʁɑ̃swa ləɡo]), född 26 maj 1957 i Lachine i Montréal, är en kanadensisk politiker och affärsman. Han är den 32:a och nuvarande premiärministern i Québec och har innehaft posten sedan 2018. Han har varit ledare för partiet Coalition Avenir Québec (förkortat CAQ) sedan han var med och grundade det 2011, och har tjänstgjort som statsråd under de tidigare premiärministrarna Lucien Bouchard och Bernard Landry. Innan han blev politiker var han medgrundare till det kanadensiska flygbolaget Air Transat.
Första perioden Legault satt i Québecs Nationalförsamling var som företrädare för Parti Québécois (PQ) mellan 1998 och 2009. Under denna period satt han i Québecs regering som utbildningsminister 1998–2002, och som hälsominister 2002–2003. Han blev omvald till nationalförsamlingen 2003, 2007 och 2008 men avgick från sin post den 25 juni 2009.
Han återvände till nationalförsamlingen i och med Québecs provinsval 2012, men då som företrädare för sitt nya parti CAQ. Han behöll sin plats efter valet 2014 och vann senare valet 2018. Legault är den första premiärministern sedan 1970, då Jean-Jacques Bertrand från det nu nedlagda partiet Union Nationale satt vid makten, att inte komma från Québecs liberala parti eller Parti Québécois.

## Uppväxt och utbildning
François Legault är född den 26 maj 1957 på sjukhuset i Lachine och växte upp i Sainte-Anne-de-Bellevue, Québec, en förort till Montréal västerut på Montréal-ön. Hans far, Lucien Legault, var postmästare. Hans mor, Pauline Schetagne, var hemmafru som också arbetade som kassörska i den lokala livsmedelsbutiken.
Legault har en kandidatexamen och en masterexamen i företagsekonomi från Université de Montréals handelshögskola HEC Montréal. Han är också medlem i Canadian Institute of Chartered Accountants i och med sin profession som revisor.

## Näringslivskarriär
Legault arbetade som administratör för matbutikskedjan Provigo och som revisor för Ernst & Young fram till 1984. 1985 blev han ekonomichef på Nationair Canada och senare marknadschef på Québécair. Han grundade Air Transat 1986 där han var verkställande direktör fram till 1997. Air Transat blev snabbt ett av de största flygbolagen i Kanada att erbjuda charterflyg. Från 1995 till 1998 satt Legault i styrelserna för olika företag, så som matbutikskedjan Provigo Inc., livsmedelsproducenten Culinar, läkemedelsföretaget Technilab Pharma Inc., målarfärgsproducenten Sico, möbelföretaget Bestar Inc. och det privata museet Marc-Aurèle Fortin.

## Politisk karriär

### Parti Québécois
Efter 1998 års provinsiella val utsågs Legault av Lucien Bouchard till industri- och handelsminister, och blev senare utsedd till utbildningsminister.
När Bouchard avgick 2001 trodde man att Legault skulle stödja Pauline Marois kandidatur till partiledarposten. Dock valde Legault istället att stötta Bernard Landry, som senare vann och tog över både partiledarskapet och premiärministerposten.
Landry lät Legault behålla utbildningsministerposten, men utnämnde honom senare till hälso- och socialminister. Han omvaldes till nationalförsamlingen 2003 då Parti Quebecois förlorade makten till Québecs liberala parti. Legault fortsatte då sitt engagemang inom Parti Québecois som talesperson för finanspolitiska frågor.
Legault valdes om på nytt vid valet 2008, men meddelade den 25 juni 2009 att han avsåg dra sig tillbaka från politiken, trots att han vid den tiden ansågs av vissa politiska analytiker som en potentiell utmanare i ett framtida partiledarval för PQ.

### "Coalition Avenir Québec"
I februari 2011 grundade Legault, tillsammans med Charles Siro, en ny politisk rörelse som kallades "Coalition pour l'avenir du Québec" ("Koalition för Québecs framtid"). I november 2011 blev rörelsen officiellt ett parti under namnet Coalition Avenir Québec (CAQ). CAQ syftar till att sammanföra likasinnade väljare i ett enda parti, oavsett deras åsikter gällande Québecs nationalism, Québecs federalism och Québecs självstyre. Detta blev tydligt när Legault bröt med sitt politiskt suveränististiska förflutna och lovade att en CAQ-regering aldrig kommer att hålla en folkomröstning om självständighet. Strax efter att han drog sig ur politiken 2009 gick han också ur Parti Québécois eftersom han förlorat tron på fördelarna med självständighet för Québec. Han förespråkar nu att Québec hör hemma i Kanada, men har lovat att en CAQ-regering alltid "undersöker alla alternativ" för att försvara Québecs intressen och kräva större makt.
Partiet slutade på tredje plats i valet 2012 och vann 19 platser samt 27,05% av rösterna. I 2014 års provinsiella val kom CAQ trea igen, men utökade sitt mandat till 22 platser.
På valdagen den 1 oktober 2018 ledde Legault CAQ till vinst genom att ta hem 53 platser av totalt 74, vilket  svingade CAQ upp från en tredje plats till en övervägande majoritet på 11 mandat, och gjorde Legault till premiärminister i Québec. Han blev då den första premiärministern på 48 år som varken är liberal eller Péquiste (d.v.s. en person som stöttar Parti Québecois), och provinsens första mitten-höger premiärminister sedan partiet Union Nationales regering lämnade ifrån sig makten år 1970.

## Québecs premiärminister (2018 – )

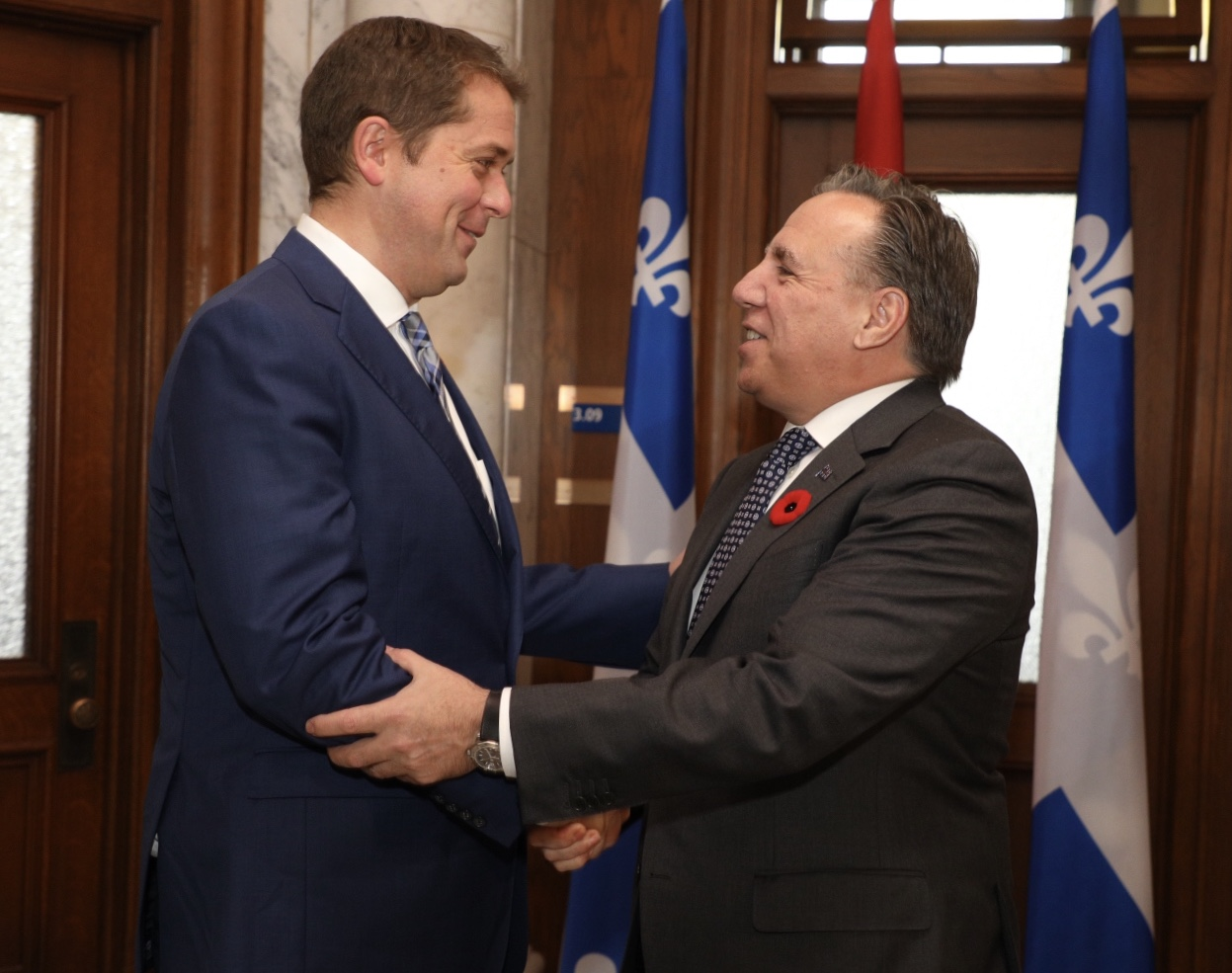
Andrew Scheer med Legault 2018

Den 18 oktober 2018 svors Legault in som premiärminister i Québec, vilket markerade slutet på nästan 50 år av växelvis styre mellan antingen Québecs liberala parti eller Parti Québécois.

### Religiösa symboler
Efter intensivt kampanjande för att driva saken under valet 2018 lade Québec-regeringen fram sitt lagförslag om statlig sekularism den 28 mars 2019. Lag 21 skulle, om den gick igenom, förbjuda anställda i en myndighetutövande roll att bära religiösa symboler. Detta skulle omfatta alla offentligt anställda som bär vapen, såsom poliser, fängelsevakter, livvakter och naturskyddsvårdare, och även andra myndighetsutövare såsom åklagare, offentliga advokater, domare, rektorer, vice rektorer och lärare.
Lagförslaget godkändes den 17 juni efter en omröstning som slutade 73-35.  Förslaget hade stöd av Parti Québécois medan Québec liberala parti och partiet Québec Solidaire var emot.

## Privatliv
Legault är gift med Isabelle Brais sedan den 7 mars 1992. De gifte sig i Montréalförorten Mont-Saint-Hilaire, Quebec, och har tillsammans två barn. Han växte upp i Montreal-förorten Sainte-Anne-de-Bellevue.